# 아케비의 세일러복
《아케비의 세일러복》(일본어: 明日ちゃんのセーラー服 아케비찬노 세라후쿠[*])는 히로가 원작한 일본의 만화이다. 2016년부터 슈에이샤의 웹 코믹 사이트 《이웃집 영 점프》에서 격월 연재 중이다.
2023년 3월 시점에서 단행본의 누계 발행 부수는 100만 부를 돌파했다.

## 줄거리
아케비 코미치는 동경하는 아이돌 후쿠모토 미키가 CM로 입고 있던 세일러복의 귀여움에 매료되어 언젠가 자신도 입고 싶다고 꿈꾸고 있었다. 어머니 유와의 모교인 시골 명문 여학교인 사립 로우바이 학원 중등부 교복이 세일러복이었던 것에 운명을 느껴 자신도 로우바이 학원에 응시하고 만약 합격하면 어머니에게 세일러복을 지어줄 약속을 한다. 코이치는 무사히 합격하고 약속한 세라복을 입고 입학식을 하는데 거기서 로우바이 학원 교복이 이미 블레이저로 변경됐다는 것을 알게 된다. 학교 측은 사정을 고려해 세일러복으로 학교생활을 허용하지만 골목길은 자신 이외의 학생이 블레이저를 입고 있는 환경에 위축돼 엄살을 부린다. 그러나 동생 카오의 질타에 나만 세일러복을 입는다면 남보다 주목을 받고 친구를 사귀기 쉽지 않을까 생각한다.이튿날 아침, 코이치는 세일러복을 입고 현관에 서서, 웃는 얼굴로 등교한다. 폐교 직전의 초등학교로, 고독한 초등학교 시절을 보내 온 골목길에는 포부가 있었다. "멋있어지고 싶다", "친구를 많이 만들고 싶다" 그런 골목길의 중학교 생활이 그려져 간다.

## 등장인물
아케비 코미치(明日 小路)
성우 -  무라카미 마나츠
본작의 주인공. 출석 번호 1번. 생일은 4월 4일. 어머니 유와의 모교인 로우바이 학원의 세일러복을 동경해 입학, 친가에서 도보로 통학하고 있다. 초등학교에서는 자신 이외에 같은 학년의 학생이 없고, 반동으로 중학교에서는 적극적으로 친구 관계를 만들고 있다. 성격은 매우 밝고 외향적이다. 개방적인 시골에서 자랐기 때문인지, 약간 상식이 부족한 부분이 있어, 뒷일를 생각하지 않는 행동을 일으키기도 한다. 또, 학원 내에서는 인간 관계는 양호하더라도 사적으로의 교제에는 자신을 가지지 않는 부분이 있다. 본인은 친구 사귀기를 항상 생각하고 있어 체육제에서 '모두를 보러 갈 수 있다'라는 동기로부터 응원계를 담당했다.
우사기하라 토우코(兎原 透子)
성우 - 키토 아카리
오오쿠마 미노루(大熊 実)
성우 - 코하라 코노미
카미모쿠 네코(神黙 根子)
성우 - 이토 미쿠
키자키 에리카(木崎 江利花)
성우 - 아마미야 소라
코죠 토모노(古城 智乃)
성우 - 와카야마 시온
시죠 리오나(四条 璃生奈)
성우 - 타도코로 아즈사
타츠모리 아이(龍守 逢)
성우 - 이세 마리야
타니가와 케이(谷川 景)
성우 - 세키네 아키라
토게구치 아유미(峠口 鮎美)
성우 - 미카미 시오리
토가노 마이(戸鹿野 舞衣)
성우 - 시라이시 하루카
나와시로 야스코(苗代 靖子)
성우 - 혼도 카에데
미나카미 리리(水上 りり)
성우 - 이시카와 유이
히라이와 호타루(平岩 蛍)
성우 - 아사쿠라 모모
헤비모리 오시즈(蛇森 生静)
성우 - 칸베 미츠호
와시오 히토미(鷲尾 瞳)
성우 - 이시가미 시즈카
타무라 요리(田村 頼)
성우 - M.A.O

## TV 애니메이션
2022년 1월부터 3월까지 TOKYO MX 등에서 방송되었다.

### 스태프
- 원작 - 히로(博)
- 감독 - 쿠로키 미유키(黒木美幸)
- 시리즈 구성·각본 - 야마자키 리노(山崎莉乃)
- 캐릭터 디자인 - 코노 메구미(河野恵美)
- 서브 캐릭터 디자인 - 카와카미 타이시(川上大志), 안노 마사토(安野将人)
- 미술 감독 - 우스이 히사요(薄井久代), 모리야스 야스나오(守安靖尚)
- 미술 설정 - 시오자와 요시노리(塩澤良憲)
- 색채 설계 - 요코타 아스카(横田明日香)
- 촬영 감독 - 카와시타 유키(川下裕樹)
- 3D 디렉터 - 미야하라 요헤이(宮原洋平)
- 편집 - 사이토 아카리(齋藤朱里)
- 음향 감독 - 하마노 타카토시(濱野高年)
- 음악 - 우타타네 카나(うたたね歌菜)
- 음악 제작 - 애니플렉스
- 프로듀서- 이시카와 타츠야(石川達也), 이시야마 타카히로(石山貴大), 마츠이 유코(松井優子)
- 애니메이션 프로듀서 - 후쿠시마 유이치(福島祐一)
- 애니메이션 제작 - CloverWorks
- 제작 - 아케비의 세일러복 제작위원회(애니플렉스, 슈에이샤, BS아사히)

### 주제가
시작의 찰나(はじまりのセツナ)
로우바이 학원 중등부 1학년 3반에 의한 오프닝 테마. / 작사·작곡·편곡 - 스기야마 카츠히코
Baton
아케비 코미치(무라카미 마나츠)에 의한 엔딩 테마(제1~3화, 제5~11화). / 작사·작곡·편곡 - 나카노 료타
바람에 맡기고(風にまかせて)
아케비 코미치(무라카미 마나츠)에 의한 제4화 엔딩 테마. / 작사·작곡 - shirosagi / 편곡 - 타카하시 코이치로

### 삽입곡
hem
노래 - 후쿠모토 미키(사이토 슈카) / 작사·작곡·편곡 - 스기야마 카츠히코
Delusion
노래 - 후쿠모토 미키(사이토 슈카) / 작사·작곡·편곡 - 시라토 유스케
Illumination
노래 - 후쿠모토 미키(사이토 슈카) / 작사는 쿠리하라 사토루, 편곡은 쿠보타 신고. 작곡은 둘이서 공동.
チェリー
노래 - 헤비모리 오시즈(칸베 미츠호) / 작사·작곡 - 쿠사노 마사무네

### 방영 목록
| 화수   | 제목                                               | 그림 콘티                   | 연출                        | 작화 감독                                                             | 총작화 감독                             | 방송일         |
| ------ | -------------------------------------------------- | --------------------------- | --------------------------- | --------------------------------------------------------------------- | --------------------------------------- | -------------- |
| 제1화  | あこがれのセーラー服 동경해 온 세일러복            | 쿠로키 미유키               | 쿠로키 미유키 츠즈키 하루카 | 코노 메구미 카와카미 타이시                                           | 코노 메구미                             | 2022년 1월 9일 |
| 제2화  | また明日 내일 봐                                   | 카토 마코토                 | 카토 마코토                 | 안노 마사토                                                           | 코노 메구미                             | 1월 16일       |
| 제3화  | 部活はもう決めた? 동아리는 이미 정했어?            | 나카무라 쇼코               | 하라다 타카히로             | 야에가시 요헤이 나가사와 쇼코                                         | 코노 메구미 카와카미 타이시             | 1월 23일       |
| 제4화  | 私のイメージ? 내 이미지?                           | 쿠로키 미유키               | 츠즈키 하루카               | 츠지 마사토시                                                         | 코노 메구미 카와카미 타이시             | 1월 30일       |
| 제5화  | いっぱい知りたいなって 많이 알고 싶어서            | 야세 유키                   | 마츠모토 요시히사           | 아리마 료타 시미즈 히로유키 박지승 YAN CHANG                          | 코노 메구미 카와카미 타이시             | 2월 6일        |
| 제6화  | 明日、お休みじゃないですか<br />내일, 휴일이잖아요 | 키쿠치 타카유키             | 키쿠치 타카유키             | 스에다 아키히로 이이다 타케시                                         | 코노 메구미 카와카미 타이시             | 2월 13일       |
| 제7화  | 聴かせてください 들려주세요                        | Moaang                      | Moaang                      | 카와카미 타이시                                                       | -                                       | 2월 20일       |
| 제8화  | 次は勝ちたい 다음엔 이기고 싶어                    | 나가이 타츠유키             | 야마모토 요스케             | 야마구치 사토시 코이즈미 하츠에 코마츠 아사미                         | 안노 마사토 코노 메구미                 | 2월 27일       |
| 제9화  | せ～のっ! 하나 둘!                                 | 마스나리 코지               | 카미야 노조무               | 스즈키 마사히코 우에타케 유야 신구 유스케 MengSu Tsai 타카하시 미즈키 | 안노 마사토 코노 메구미                 | 3월 6일        |
| 제10화 | ファイト! ファイト! 파이팅! 파이팅!                | 이레이 에리                 | 츠즈키 하루카               | 타나카 유스케 이이다 타케시 야에가시 요헤이                           | 코노 메구미 안노 마사토 카와카미 타이시 | 3월 13일       |
| 제11화 | 同じ時間…みんなと… 같은 시간...모두와...           | 미우라 타카히로             | 우시지마 신이치로           | 츠지 마사토시 스에다 아키히로                                         | 코노 메구미 카와카미 타이시             | 3월 20일       |
| 제12화 | ひとりじゃないんだ 혼자가 아닌 거야                | 쿠로키 미유키 츠즈키 하루카 | 쿠로키 미유키 츠즈키 하루카 | 야마구치 사토시 코마츠 아사미 오카다 히로나 오카다 나오키             | 코노 메구미 카와카미 타이시 안노 마사토 | 3월 27일       |